# یاس‌ایوانی
یاس‌ایوانی (به مجاری:  Jászivány) یک منطقهٔ مسکونی در مجارستان است که در ناحیه یاس‌آپاتی واقع شده‌است. یاس‌ایوانی ۳۹٫۵۱ کیلومتر مربع مساحت و ۴۲۹ نفر جمعیت دارد.